# Hans und die Bohnenranke

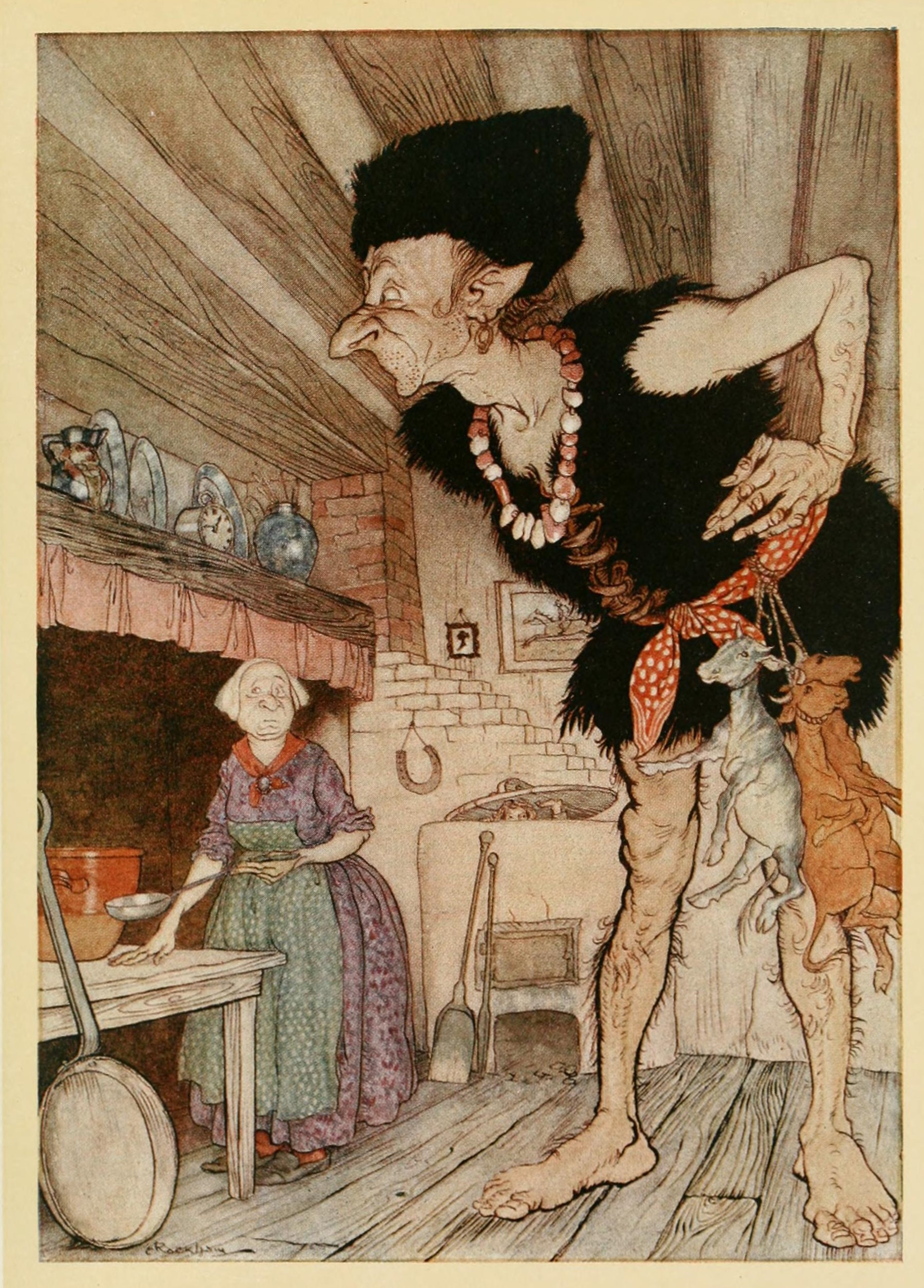
„Fee-fi-fo-fum, Ich rieche Menschenfleisch.“
Illustration von Arthur Rackham aus English Fairy Tales von Flora Annie Steel (1918)

Hans und die Bohnenranke (Jack and the Beanstalk) ist ein englisches Märchen, von dem es eine Vielzahl von Versionen gibt. Die erste niedergeschriebene Version stammt von Benjamin Tabart aus dem Jahre 1807, bekannt wurde die Geschichte aber erst 1890 durch die Veröffentlichung in den Englischen Märchen von Joseph Jacobs; diese Version ist die am häufigsten verbreitete.

## Handlung
Hans (oder Jack) ist ein armer Junge, dessen mangelnder Verstand seine verwitwete Mutter oft zur Verzweiflung treibt. Eines Tages schickt sie ihn zum Markt, um dort ihren letzten Besitz, eine Kuh (oft Milky White), zu verkaufen. Auf seinem Weg begegnet Hans allerdings einem Fremden, der ihm fünf magische Bohnen für die Kuh anbietet. Ohne Zögern geht Hans auf diesen Handel ein. Wieder zu Hause, ist seine Mutter wenig begeistert von dem Tausch und geht davon aus, dass ihr Sohn sich hat übers Ohr hauen lassen. Sie schimpft ihn aus, wirft die Bohnen aus dem Fenster und schickt Hans ohne Essen ins Bett.
Am nächsten Morgen ist aus den Bohnen jedoch eine gewaltige Bohnenranke gewachsen, die bis in den Himmel reicht und deren Ende man nicht sehen kann. Neugierig klettert Hans die Ranke hinauf und gelangt in ein Land in den Wolken, die Heimat eines Riesen. Er bricht in das Schloss des Riesen Tulpe ein, der ihn aber sofort erschnüffelt.
Fee! Fie! Foe! Fum!
Ich rieche Menschenfleisch
Sei es am Leben oder tot
Ich zermalm seine Knochen und mach daraus Brot
Die Frau des Riesen kommt Hans zu Hilfe, versteckt ihn, und überzeugt ihren Mann, dass er sich irrt. Nachdem der Riese schließlich eingeschlafen ist, stiehlt Hans einige Goldmünzen und klettert die Ranke hinab.
Zu Hause feiern er und seine Mutter den neuen Reichtum, aber das Glück hält nicht an, da die beiden das Geld verschleudern. Also ersteigt Hans erneut die Ranke und stiehlt dieses Mal eine Henne (oder Gans), die goldene Eier legt, aus dem Schloss. Wieder hilft ihm die Frau des Riesen zu entkommen. Nun können er und seine Mutter immer in Reichtum leben.
Nach einer Weile beginnt Hans sich aber zu langweilen und ersteigt die Ranke zum dritten Mal. Dieses Mal hat er es auf eine goldene Harfe abgesehen, die wunderschön singen kann. Da das Instrument aber nicht gestohlen werden will, ruft es den Riesen um Hilfe. Dieser verfolgt Hans die Ranke hinunter, aber Hans ist schneller und schafft es, sie zu fällen, bevor der Riese den Boden erreicht. Der Riese zermalmt die Bohnenranke unter sich und stirbt.

## Herkunft
Die genaue Herkunft der Geschichte ist unbekannt, obwohl klar zu sein scheint, dass der Autor ein Brite gewesen ist. Die erste gedruckte Version findet sich in dem im Jahr 1807 entstandenen Buch The History of Jack and the Bean-Stalk, veröffentlicht von Benjamin Tabart; aber die Geschichte selbst muss es schon früher gegeben haben. Schon aus dem Jahr 1734 ist die Geschichte von Jack Spriggins and the Enchanted Bean bekannt. In der verbreiteten Version der Geschichte ist der Riese namenlos, aber in vielen Kinderbüchern, Verfilmungen und Theaterstücken trägt er den Namen Blunderbore (manchmal Thunderdell).
Märchenforscher vermuteten den Ursprung im 16. Jahrhundert. Doch eine neue Studie stellt die These auf, dass Hans und die Bohnenranke zu den ältesten überlieferten Märchen der Menschheit gehört und ca. 5000 Jahre alt ist.
Die Bohnenranke erinnert sehr an den Mythos vom Weltenbaum, der die Erde und den Himmel verbindet.

## Sonstiges
- Das Fee! Fie! Foe! Fum! des Riesen wurde bereits von William Shakespeare in König Lear verwendet.

- Die fünf Mäuse, die 1972 den Mond 75-mal umkreisten, hießen Fe, Fi, Fo, Fum und Phooey.

- Fee fie foe fum ist der Titel eines Albums der R&B-Band K-Ci & Jojo.

- In seinem Song I Shall Be Free No. 10 verwendet Bob Dylan ebenfalls Fee, fie, fo fum.

- Fee-Fi-Fo-Fum ist ein Musiktitel des Jazzsaxophonisten und Komponisten Wayne Shorter, als erstes erschienen auf dem Album Speak No Evil.

## Kritik
Oft wird gesagt, die Geschichte handle nur von einem Dieb und Mörder. Es gäbe keine Moral, denn der Junge gewinnt dadurch, dass er einen Mann bestiehlt und ihn am Ende tötet. Dieses Bild wird in vielen modernen Versionen dadurch verändert, dass der Riese als Schurke dargestellt wird, der seine Untertanen terrorisiert und seine Schätze gestohlen hat, sodass Hans zu einem Befreier wird.
In anderen Versionen wird sogar erzählt, dass der Riese Schuld an der Armut von Hans’ Familie hat, da er sowohl die Henne als auch die Harfe von Hans’ Vater gestohlen hat. Da der Vater nie erwähnt wird, kann sogar vermutet werden, dass der Riese diesen getötet hat. So wird Hans sogar zum Rächer.

## Verfilmungen
1922 und 1947 veröffentlichte Disney verschiedene Versionen. Bekannt wurde der Film Micky und die Kletterbohne als Teil des abendfüllenden Zeichentrickfilms Fröhlich, Frei, Spaß dabei (Fun and Fancy Free). In dieser Version werden Micky Mouse, Donald Duck und Goofy gemeinsam in der Rolle des Jack gezeigt.
1943 verwendete auch Warner Brothers das Motiv in verschiedenen Zeichentrickfilmen, z. B. mit Bugs Bunny und Tweety in der Rolle des Helden.
1952 schuf das Komikerduo Abbott und Costello eine Komödie mit dem Titel Hans und die Bohnenstange.
1974 erschien ein japanischer Anime Jack and the Beanstalk, dessen deutscher Titel Tom, Crosby und die Mäusebrigade lautet.
1997 in der oftmals anachronistischen US-amerikanisch/neuseeländischen Fantasyserie (1995–1999) Hercules wird in einer Episode (Staffel 4 Episode 1 – Die Hüterin der Harpyen) Bezug auf das Märchen genommen – hier stiehlt der Serienheld Hercules eine Bohne und gelangt über ihren Spross in das Schloss eines Riesen in den Wolken.
2001 verfilmte Universal Pictures abermals das Märchen als Zeichentrickabenteuer unter der Regie von Brian Henson, das 2009 auf DVD unter dem deutschen Titel Jack im Reich der Riesen veröffentlicht wurde.
2001 gab es eine Realverfilmung unter dem Namen Jagd auf den Schatz der Riesen (Jack and the Beanstalk: The Real Story) mit Matthew Modine, Richard Attenborough und Vanessa Redgrave. Der TV-Zweiteiler setzt das britische Märchen Jack und die Bohnenranke fort. Seit 2003 ist er mit deutscher und englischer Tonspur als DVD erhältlich.
In dem 2005 erschienenen Fantasyfilm Brothers Grimm von Terry Gilliam wird mehrfach auf das Märchen Bezug genommen, ohne die Geschichte explizit zu erwähnen.
2011 verfilmte Dreamworks das Märchen als Animation unter dem Namen Der Gestiefelte Kater, wo der aus Shrek bekannte Kater die legendäre goldene Gans finden will.
In der 2. Staffel von Once Upon a Time - es war einmal … verfilmte ABC Signature 2012 das Märchen als Realverfilmung in den Folgen Der Doktor aus einem anderen Land (S02E05) und folgende, wobei die Zauberbohnen in der gesamten Serie sporadisch eine Rolle spielen.
2013 ging das Märchen in Teile des US-amerikanischen Fantasyspielfilms Jack and the Giants ein, im gleichen Jahr erschien der Mockbuster Jack the Giant Killer.
2014 wurde das Märchen in der Verfilmung des US-amerikanischen Musicals Into the Woods aufgegriffen.
2014 verwendete Futurama in der Folge Der Robo, der Riese, der Krake und ihr Liebhaber das Motiv der Magischen Bohnen (S7E22).
2014 wird das Märchen in der US-amerikanischen Comedy-Serie Family Guy persifliert (S12E10, Grimmige Märchen)

## Musik
2012 vertonte Andreas N. Tarkmann das Märchen unter dem Titel Jack und die Bohnenranke. Die Uraufführung spielten die Duisburger Philharmoniker.

## Computerspiele
Es gibt auch zwei Computerspiele (Textadventure und Actionspiel) für den Commodore 64 über das Märchen mit dem Titel Jack and the Beanstalk.
Des Weiteren wurden weite Abschnitte des Märchens in dem Sierra On-Line-Adventure King’s Quest von 1984 verarbeitet.
Im Point-and-Click Adventure Tales von 2016 erklimmt man als Protagonist ebenfalls u. a. die Bohnenranke aus dem Märchen und betritt das Haus des Riesen.